# Raymond Bauwens
Raymond Bauwens (ur. 11 grudnia 1876, zm. ?) – belgijski żeglarz, olimpijczyk.
Na regatach rozegranych podczas Letnich Igrzysk Olimpijskich 1920 wystąpił w klasie 6 metrów (formuła 1907) zajmując 4 pozycję. Załogę jachtu Suzy tworzyli również Willy Valcke i Louis Depière.